# Лейба Олександр Сергійович
 Олекса́ндр Сергі́йович Ле́йба — український військовик, учасник російсько-української війни. Повний кавалер ордена «За мужність».

## Життєпис
Олександр Лейба народився 19 липня 2001 року в селі Ямне Сумської області. У шість років переїхав до міста Охтирка. У 2018 році після закінчення школи, Олександр вирішив присвятити себе військовій справі і вступив до Військового коледжу Харківського національного університету Повітряних сил імені Івана Кожедуба.
Повномасштабне вторгнення російських агресорів зустрів на бойовому чергуванні на Донеччині. Перший орден «За мужність» Олександр Лейба отримав за те, що вивів обслугу й бойову машину з під щільного вогню противника.
Загалом на рахунку старшого сержанта Олександра Лейби 55 знищених російських повітряних цілей.

## Нагороди
- орден «За мужність» III ступеня (2022) — за особисту мужність і самовіддані дії, виявлені у захисті державного суверенітету та територіальної цілісності України, вірність військовій присязі.
- орден «За мужність» II ступеня (2022) — за особисту мужність і самовіддані дії, виявлені у захисті державного суверенітету та територіальної цілісності України, вірність військовій присязі.
- орден «За мужність» I ступеня (2023) — за особисту мужність і самовіддані дії, виявлені у захисті державного суверенітету та територіальної цілісності України, вірність військовій присязі.